# فوزي بوبية
فوزي بوبية، ولد عام 1948 في الخميسات، وهو مفكر مغربي. ويعتبربوبية مواطناً من الشرق والغرب، يعمل أستاذًا جامعيًا وكاتبًا يتحدث الألمانية من أجل ارساء ثقافة الحوار بين ضفتي البحر الأبيض المتوسط.

## سيرة ذاتية
ولد فوزي بوبية عام 1948 في الخميسات (المغرب)، وهو ابن الوطني والمؤرخ المغربي سي أحمد بوبية. التحق بالمدرسة الإسلامية والمدرسة العربية الرسمية، التحق بمدرسة الليسيه التابعة للبعثة الفرنسية في مكناس (ليسيه بول فاليري) وفي الرباط (ليسيه ديكارت) حيث حصل على البكالوريوس في قسم «فلسفة - رسائل». عندما كان مراهقًا، كان قد كتب بالفعل كتابًا لتعليم اللغة العربية موجهًا للطلاب الناطقين بالفرنسية، وهو دليل تلقى استحسانًا من معلميه ومن البعثة. بعد البكالوريوس، ذهب إلى ألمانيا لمتابعة الدراسات العليا.
حصل من جامعة هايدلبرغ على ماجستير في الأدب والعلوم السياسية، ثم الدكتوراة في الفلسفة من جامعة السوربون (جامعة باريس الرابعة).
فوزي بوبية يعد وفيلسوف وكاتب ومؤرخ للعلاقات بين الشرق والشرق. الغرب؛ ينشر باللغة الألمانية والفرنسية والعربية. كان مسؤولاً عن أول قسم ألماني في المغرب، والذي تم إنشاؤه حديثًا عام 1976 في جامعة محمد الخامس بالرباط حيث عمل بوبية أستاذاً في الأدب والحضارة الألمانية.
ألقى بوبية دورات في جامعات هايدلبرغ وكارلسروه والعديد من المؤتمرات حول العالم. في أوائل الثمانينيات، بدأ مع البروفيسور أرنولد روث وزملاء آخرين دراسات مغاربية في جامعة هايدلبرغ. ويعمل أستاذاً في جامعة كاين حيث أنشأ فريق بحث في المنفى والهجرة وترأسه لسنوات عديدة.

## عمل فني
ألف فوزي بوبيه عشرة كتب والعديد من المقالات العلمية. نشر بشكل خاص عملاً عن السياسة والمسرح في القرن الثامن عشر  ورواية تعتبر أول رواية مغربية ومترجمة للغة االألمانية: Heidelberg-Marrakesch، einfach.
بمناسبة دعوته إلى مهرجان Rauris الأدبي في النمسا (Rauriser Literaturtage ، 1997) لتقديم روايته Heidelberg-Marrakesch، einfach ، تلا ونشر أول قصيدة باللغة الألمانية Scheherezade في dürftiger Zeit.
تدور مؤلفاته حول عدة قضايا: المنفى والهجرة ؛ نظرية الاختلاف والأدب الكوني (جوته) ؛ فلسفة الإقصاء (هيجل) ؛ فلسفة السلبية (روسو) ؛ التواصل بين الثقافات ؛ الاستشراق والاستغراب ؛ الربيع العربي هو الثالث «النهضة»(عصر النهضة) ؛ الإسلام جزء لا يتجزأ من أوروبا.
في مقال نشره بمناسبة الربيع العربي باللغة العربية اخترع المفهوم العربي "إرالوقراطية"الإرحلوقراطية (سلطة إقالة السلطة التنفيذية من خلال انتخابات حرة وفق الفلسفة السياسية للعقلانية النقدية)، ويقصد بها استبدال المصطلح"ديمقراطية»، والذي غالبًا ما يفرط في استخدامه الحكام في الشرق. وقبل فترة طويلة من الانتفاضة الشعبية الأولى التي اندلعت في تونس، استنكر في مقابلة باللغة العربية أجراها في عام 2010 للتلفزيون الألماني (دويتشه فيله تي في) المحظورات التي تمنع أي عملية تحرر في العالم العربي والتي تتعلق بشكل أساسي بمكان الدين في المجتمع والسياسة والجنس وما إلى ذلك.
في ينايرعام 2014، قدم في ألمانيا مجموعته الشعرية Arabischer Divan في der Sprache Goethes، حيث تلا أشعاره المكتوبة باللغة الألمانية مباشرة أمام أكاديمية شتوتغارت (Akademie für gesprochenes Wort)  وفي توبنغن في برج هولدرلين  ، الذي يعتبر المعبد للشعر العالمي.

## الجوائز والتقدير
- المنافسة العامة: اللغة العربية وآدابها، 1967.
- عمل باحثاً في مؤسسة ألكسندر فون همبولدت ستيفتونغ (1983-1984) [17]
- عضو مؤسس وعضو في مجلس إدارة جمعية علم الألمان بين الثقافات (Gesellschaft für interkulturelle Germanistik ، 1980s and 1990s) [18]
- عضو اللجنة العلمية للجامعة الأوروبية العربية (مع محمد عزيزة، 1980) [19]
- عضو المجلس العلمي لمعهد Transcultura مع Umberto Eco و Alain Le Pichon (1880) [20]
- حضر في المؤتمر العام في المنتدى الفلسفي السابع لوموند لومان (1995) [21]
- استضيف ككاتب في مهرجان Rauris الأدبي في النمسا (Rauriser Literaturtage ،mars 1997مارس 1997 بمناسبة نشر روايته Heidelberg-Marrakesch، einfach لـ Éditions Kinzelbach (ماينز، 1996) [22]
- عمل كأستاذ زائر في مركز البحوث الأدبية والثقافية في برلين (Zentrum für Literatur- und Kulturforschung ، مايو-juin 1999يونيو 1999) [23]
- شغل منصب عضو اللجنة الاستشارية لليونسكو مع الطيب صالح وكتاب آخرين لإطلاق «خريطة الجزيرة العربية» [24]
- مؤسس ومدير Voi (es) x فريق البحث المعني بالمنفى والهجرة في جامعة كاين (1998-2005) [25]
- حضر الجلسة الافتتاحية لمؤسسة مساحة المعرفة الأوروبية المتوسطية (WEM): البحر الأبيض المتوسط على الفور - سلسلة أحداث للشبكة الألمانية لمؤسسة آنا ليند؛ Institut für Auslandsbeziehungen (ifa)، المقام بمدينة شتوتغارت، أبريل 2011.[26]
- أسس وترأس فريق البحث «ويرتيويتن»(عوالم القيم، منذ 2011) [27]
- حصل على دبلومة فخرية من كلية الآداب والعلوم الإنسانية بالرباط بمناسبة الاحتفال بالذكرى الأربعين للدراسات الجرمانية في جامعة محمد الخامس كجزء من الندوة الأربعين في مارس 2016 .

## المنشورات

### الأعمال الفردية والجماعية
- Theatre der Politik - Politik des Theaters (Lang-Verlag ، فرانكفورت، 1978)
- هايدلبرغ-مراكش، إينفاش . رومان، Kinzelbach-Verlag ، ماينز، 1996
- المنفى والهجرة وقائع ندوة كاين (Dir. مرش، كاين 2003)
- قبائل زمور والحركة الوطنية قبائل زمور والحركة الوطنية ؛ دير. منشورات كلية الآداب والعلوم الإنسانية، جامعة الرباط، 2003. 720 ص.
- الكتاب الغربي للمؤلف الشرقي، الكتاب الغربي للمؤلف الشرقي ، روماني، Lit-Verlag ، فيينا، 2004
- Exil und Migration وقائع ندوة فيينا (Dir. في: Das Verbindende der Kulturen، INST، Wien، 2004).
- Migrations، Emigrations- und Remigrationskulturen ، Proceedings of the forum of the International Association of Germanistics، vol. 6 (دير. بالتعاون مع Anne Saint Sauveur-Henn و Frithjof Trapp)، بيتر لانج، 2007
- الفكر الكوني، جوته كونتر هيجل ، إصدارات مرسم، الرباط، 2007
- هجري في الغرب ، الروماني، إصدارات مرسم، الرباط، 2012

## كتابات عنه
- «أول خط سير رومانسي لفوزي بوبيه باللغة الألمانية. وضع التسامح المغربي في اختبار معاداة الأجانب». في الإصدارالرابع يوليو 1996 .
- سلوى ادريسي موجب فوزي بوبيه. هايدلبرغ - مراكش، إينفاش . ماينز: دوناتا كينزيلباخ، 1996.
- مصطفى ماهر، فوزي بوبية رومان هايدلبرغ-مراكش، إينفاش أودير داس أندري دويتشلاند. في: Ulrich Müller (Hg.)، Schnittpunkt der Kulturen ، Stuttgart، Akademischer Verlag 1998، ص. 397-408

```
.
```

- Ulrich Müller، Margarete Springeth، Interkulturelle Konflikte zwischen Islam und Europa: Der Roman Heidelberg-Marrakesch، einfach (1996) von Fawzi Boubia . في: Internet-Zeitschrift für Kulturwissenschaften no 5 ،5 juillet 19985 يوليو 1998 .
- حبيب مازيني هجرة في الغرب لفوزي بوبيه في إصدارات مرسم: تكريم حيوي للذكاء من جميع الجهات . في: الإصدار، 13 أبريل 2012 .
- زكريا سلطاني، فوزي بوبية هايدلبرغ-مراكش، إينفاخ - أنكونفت إم راوم كولتورلير هايبردريت . In: Jenseits von Rif und Ruhr: 50 Jahre marokkanische Migration nach Deutschland، heraus-gegeben von Andreas Pott، Khatima Bouras-Ostmann، Rahim Hajji، Soraya Moket ، Springer-Verlag، 2014. ص. 190-198

- ميكايلا هولدنريد، Geistergespräche. فوزي بوبية بين الثقافات Selbstbefragung في هايدلبرغ-مراكش، إينفاش (1996) . في: Zeitschrift des Korea Women's Research Institute Sungshin University ، 2013، ص. 5-22

```
.
```

- محمد الباه، Die Rückkehrfrage am Beispiel von Boubias Werk „هايدلبرغ-مراكش، إينفاش . في: Elbah، Hasbane، Möller، Moursli، Tahiri، Tazi (Hrsg.)، Interkulturalität in Theorie und Praxis ، منشورات جامعة محمد الخامس، الرباط، 2015، ص. 92-100

```
.
```

## مذكرات ومراجع
1. ↑  http://ww2.heidelberg.de/stadtblatt-online/index.php?artikel_id=6251&bf= نسخة محفوظة 2016-03-03 على موقع واي باك مشين.
2. ↑  Theater der Politik – Politik des Theaters (Lang-Verlag, Frankfurt, 1978)
3. ↑  Heidelberg-Marrakesch, einfach. Roman, Kinzelbach-Verlag, Mainz, 1996
4. ↑  Cf. Salz, Zeitschrift für Literatur 22/III (Salzbourg 1997), vol. 10. in : Ulrich Müller, Margarete Springeth, Interkulturelle Konflikte zwischen Islam und Europa: Der Roman Heidelberg-Marrakesch, einfach (1996) von Fawzi Boubia, Internet-Zeitschrift für Kulturwissenschaften no 5, 5 juillet 1998.
5. ↑  Exil et Migration, Actes du colloque de Caen (Dir. MRSH, Caen 2003); Exil und Migration, Actes du colloque de Vienne (Dir. In: Das Verbindende der Kulturen, INST, Vienne, 2004), cf.
6. ↑  Goethes Theorie der Alterität und die Idee der Weltliteratur. In: Bernd Thum (Hg). Gegenwart als kulturelles Erbe, Munich, Iudicium, 1985. ص. 269-301
7. ↑  Hegel: philosophie et intolérance. In: Jusqu'où tolérer ? Septième Forum Le Monde Le Mans, textes réunis et présentés par Roger-Pol Droit, Paris, Le Monde-Éditions, 1996, ص. 282-302
 (Débat: ص. 303-309
) ; Goethe versus Hegel. Die Welt als Denkhorizont. In : Heinz-Dieter Assmann, Frank Baasner, Jürgen Wertheimer (Hrsg.), Grenzen, Forschungsprojekt Wertewelten der Universität Tübingen, vol. 7, Nomos-Verlag, Baden-Baden, 2014, ص. 37-53
 ; La pensée de l’universel, Goethe contre Hegel, Éditions Marsam, Rabat, 2007
8. ↑  Rousseaus Philosophie der Negativität. In : Ici et ailleurs: le dix-huitième siècle au présent. Hommages à Jacques Proust. Tokyo, Librairie-Éditions France Tosho, 1996, ص. 269-284
 ; Jean-Jacques Rousseau: Erkenntnis und Widerspruch. In: Zeitschrift für französische Sprache und Literatur, vol. XCVII, brochure 2, 1987, ص. 115-123
.
9. ↑  Goethes Entwurf einer interkulturellen Kommunikation zwischen Orient und Okzident. In: Kanon und Text in interkulturellen Perspektiven : Andere Texte anders lesen , 4. Kongress der Gesellschaft für Interkulturelle Germanistik und der Universität Salzburg, Kaprun, 23-27.9.1998, hg v. M. Auer und U. Müller, Stuttgart 2001, ص. 67-80
 ; Goethes Theorie und Praxis der Transkulturalität. In: Elbah / Hasbane / Möller / Moursli / Tahiri / Tazi (Hrsg.), Interkulturalität in Theorie und Praxis, Publications de l’Université Mohammed V, Rabat 2015, ص. 330-338
.
10. ↑  Übersetzung und interkulturelle Kompetenz. In: Übersetzen, verstehen, Brücken bauen, hg. v. Armin Paul Frank, Kurt-Jürgen Maaß, Fritz Paul et Horst Turk, Mit einer Einleitung von Horst Turk, Berlin, Erich Schmidt Verlag, 1993, ص. 655-666
 ; Identitätsparadigmen und Paradigmendissidenz. Der Islam als Bestandteil der europäischen Kultur. Akten XII. Kongresses der Internationalen Vereinigung für Germanisten, vol. 6 : Nationale und transnationale Identitäten in der Literatur, Lang-Verlag, Francfort-sur-le-Main 2012, ص. 103-113
 ; Orientalischer Okzidentalismus: Die arabische Renaissance und Europa. In: Blickwinkel. Kulturelle Optik und interkulturelle Gegenstandskonstitution, Munich, Iudicium, 1996, ص. 947-967
.
11. ↑  Irhalokratie: Der neue arabische Demokratiebegriff und Die Dritte Arabische Renaissance. In: Heinz-Dieter Assmann, Frank Baasner, Jürgen Wertheimer (Hrsg.), Ähnlichkeiten, Mischungen, Synkretismen. Auf dem Weg zu einer globalen Gesellschaft, Forschungsprojekt Wertewelten der Universität Tübingen, Nomos-Verlag, Baden-Baden (in Druck).
12. ↑  Identitätsparadigmen und Paradigmendissidenz. Der Islam als Bestandteil der europäischen Kultur. Akten XII. Kongresses der Internationalen Vereinigung für Germanisten, vol. 6 : Nationale und transnationale Identitäten in der Literatur, Lang-Verlag, Francfort-sur-le-Main 2012, ص. 103-113
.
13. ↑  "فوزي بوبية - -ارحل- من - الديمقراطية - الى - الإِرْحَلُوقراطية". الحوار المتمدن. مؤرشف من الأصل في 2016-03-04. اطلع عليه بتاريخ 2020-09-20..
14. ↑  http://www.dw-world.de/popups/popup_single_mediaplayer/0,,5473559_type_video_struct_12687_contentId_4934504,00.html نسخة محفوظة 2010-06-19 على موقع واي باك مشين.
15. ↑  http://www.stuttgart-fotos.de/wp-content/uploads/2014/01/Divan_ProgrammFolder13.pdf نسخة محفوظة 2021-01-16 على موقع واي باك مشين.
16. ↑  http://www.fasnet-events.de/events/view/id/98943/date/1390863600 نسخة محفوظة 2015-09-24 على موقع واي باك مشين.
17. ↑  https://www.humboldt-foundation.de/web/pub_hn_query.bibliographia_index_pub?p_lang=de&p_year=2010&p_group=1&p_fg2=1D نسخة محفوظة 2017-08-07 على موقع واي باك مشين.
18. ↑  http://www.inst.at/bio/boubia_fawzi.htm نسخة محفوظة 2016-08-26 على موقع واي باك مشين.
19. ↑  http://www.medea.be/fr/themes/cooperation-euro-mediterraneenne/universite-euro-arabe نسخة محفوظة 2015-08-01 على موقع واي باك مشين.
20. ↑  http://transcultura.org نسخة محفوظة 2020-12-18 على موقع واي باك مشين.
21. ↑  "HEGEL ANTISEMITE? EN SA JEUNESSE, LE PHILOSPHE DENONCA L'ESPRIT DU JUDAISME. TEMOINS, SES "PREM". lesoir.be. 22 أكتوبر 1997. مؤرشف من الأصل في 2022-04-12. اطلع عليه بتاريخ 2020-09-20..
22. ↑  "Landeskorrespondenz". gv.at (بالألمانية). Archived from the original on 2018-03-19. Retrieved 2020-09-20..
23. ↑  http://www.zfl-berlin.org/personenliste-detail/items/boubia.html نسخة محفوظة 2016-04-05 على موقع واي باك مشين.
24. ↑  http://www.unesco.org/new/fr/culture/themes/dialogue/routes-of-dialogue/arabia-plan/ نسخة محفوظة 2017-11-25 على موقع واي باك مشين.
25. ↑  "Exil et migration". calenda.org. مؤرشف من الأصل في 2017-03-18. اطلع عليه بتاريخ 2020-09-20..
26. ↑  http://www.annalindhfoundation.org/fr/networks/germany/news/mediterranean-spot نسخة محفوظة 2016-03-03 على موقع واي باك مشين.
27. ↑  http://www.wertewelten.net/teilnehmer/05_aehnlichkeiten/boubia.html نسخة محفوظة 2016-03-03 على موقع واي باك مشين.

## روابط خارجية
- مقابلة باللغة العربية تمنح عام 2010 للتلفزيون الألماني "دويتشه فيله» حول النواقص الثقافية والسياسية والاجتماعية في العالم العربي[وصلة مكسورة]